# جون د. واتكينز
جون د. واتكينز (بالإنجليزية: John D. Watkins)‏ هو قاضي ومحامي أمريكي، ولد في 27 سبتمبر 1828 في مندن في الولايات المتحدة، وتوفي في 1895.